# Colfax (Washington)
Colfax je grad u američkoj saveznoj državi Washington. Prema popisu stanovništva iz 2010. u njemu je živjelo 2.805 stanovnika.